# (74164) 1998 QL104
(74164) 1998 QL104 – planetoida z pasa głównego asteroid okrążająca Słońce w ciągu 4,09 lat w średniej odległości 2,56 j.a. Odkryta 26 sierpnia 1998 roku.